# Anacroneuria annulipalpis
Anacroneuria annulipalpis är en bäcksländeart som beskrevs av František Klapálek 1922. Anacroneuria annulipalpis ingår i släktet Anacroneuria och familjen jättebäcksländor. Inga underarter finns listade i Catalogue of Life.